# Oriflame
Oriflame Holding AG es una compañía de belleza de venta directa que se dedica al diseño, desarrollo, fabricación y comercialización mundial de productos que incluyen cuidado de la piel, cosméticos, fragancias, cuidado personal y del cabello, accesorios y Wellness.
Oriflame opera dentro de la industria de venta directa y fue fundada en 1967 en Suecia por los hermanos Jonas af Jochnick, Robert af Jochnick y Bengt Hellsten. La oficina central de Oriflame se encuentra en Schaffhausen, Suiza, con domicilio social en Estocolmo, Suecia. Oriflame Holding AG cotizó en el  Nasdaq Stockholm Exchange hasta el 17 de julio de 2019.

## Operaciones
La empresa tiene aproximadamente 6.000 socios, 1000 productos de línea y una facturación de más de 1.300 millones de euros. Oriflame opera en más de 60 países, donde sus productos de belleza son comercializados por más de 3 millones de asesores de Oriflame. 
Tanto la comunicación de ventas como de marketing se realiza online, durante 2019 el 96% de los pedidos globales de la compañía se realizaron online, de los cuales el 55% fue desde dispositivos móviles. 
La venta de productos también se realiza a través de catálogos que se lanzan cada 3 semanas, esto es,  17 catálogos al año, donde los dos últimos, catálogos 16 y 17 son catálogos navideños especiales. La producción de catálogos se divide en 5 regiones diferentes; África, Asia, América Central y América Latina, Europa del Este y Europa Occidental, cada uno de los cuales publica un catálogo único adaptado al mercado local para cada región.

## Cooperación
La compañía es uno de los Partners, del programa de socios de la Escuela de Economía de Estocolmo para empresas que contribuyen financieramente a la universidad y trabajan en estrecha colaboración en términos de investigación y educación.[cita requerida]

## Fundación Oriflame
Oriflame Holding AG apoya a ONG y varias organizaciones benéficas en todo el mundo. Esto incluye la World Childhood Foundation, fundada por H.M. Reina Silvia de Suecia y cofundada por Oriflame y la Fundación Af Jochnick.